# Wilhelm-Baumgartner-Denkmal

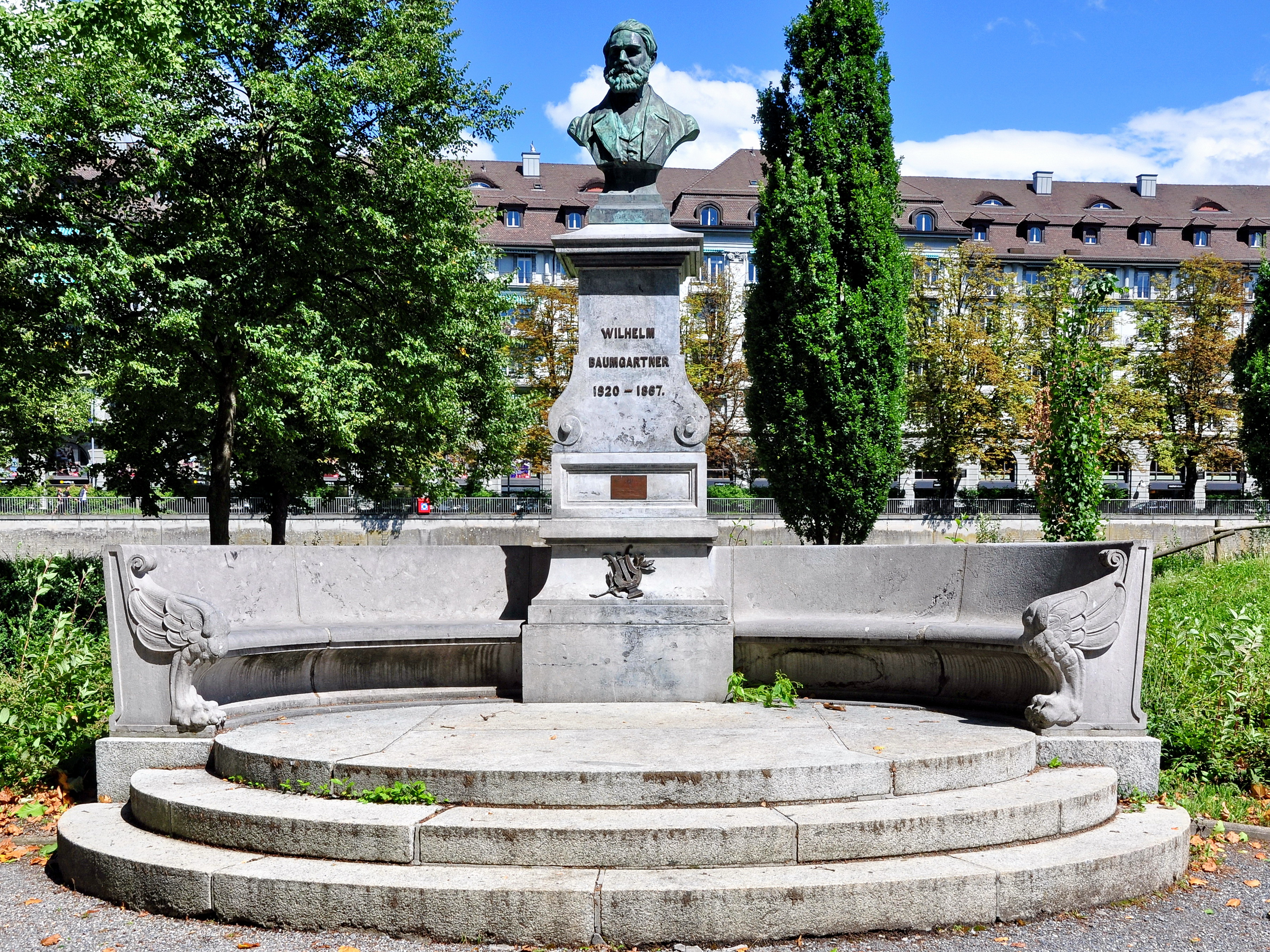
Das Wilhelm-Baumgartner-Denkmal

Das Wilhelm-Baumgartner-Denkmal ist ein neobarockes Personendenkmal am Platzspitz in Zürich. Es ist dem Schweizer Komponisten Wilhelm Baumgartner (1820–1867) gewidmet, dem Schöpfer des Lieds An mein Vaterland, das lange Zeit als inoffizielle Nationalhymne der Schweiz galt. Es wurde 1890 von Jakob August Heer konzipiert und 1891 erbaut und eingeweiht.

## Geschichte

### Projektierung
Wilhelm Baumgartner stammte aus dem heutigen Kanton St. Gallen, kam 1839 als 18-Jähriger erstmals nach Zürich und war ab 1845 eine feste Grösse im Musikleben der Stadt. Seine Lieder genossen schon zu seinen Lebzeiten beispiellose Popularität in der Schweiz. Seine Vertonung von Gottfried Kellers patriotischem Gedicht An mein Vaterland galt bis zur Einführung des Schweizerpsalms als offizieller Nationalhymne 1961 als eine der inoffiziellen Nationalhymnen der Schweiz und gehörte zum festen Repertoire bei Staatsakten. Nach seinem frühen Tod 1867 mit erst 46 Jahren wurde Baumgartner zunächst auf dem Friedhof von Aussersihl bestattet. Als sich im Jahre 1889 abzeichnete, dass dieser in Bälde aufgehoben und die Gebeine auf den 1877 eröffneten Friedhof Sihlfeld (damals «städtischer Zentralfriedhof») verlegt werden sollten, formierte der Männerchor Zürich, den Baumgartner jahrelang geleitet hatte, ein Initiativkomitee zur Errichtung eines Denkmals für ihn. Auf Wunsch der Angehörigen sollte auch das neue Grab nur von einem schlichten Gedenkkreuz geschmückt werden, anlässlich der Überführung der sterblichen Überreste Baumgartners wollte man somit an einem anderen Ort ein öffentliches Denkmal enthüllen.
Im November 1889 wandte sich das Komitee an alle «schweizerischen Sänger, Verehrer und Freunde des verdienten Komponisten» mit der Bitte, bis Ostern 1890 Spenden für das Projekt einzusenden. Noch selbigen Monats beschloss der Regierungsrat, 300 Franken dafür beizusteuern. Ende Dezember waren insgesamt bereits 1'070 Franken eingegangen.
Am 3. März 1890 schrieb das Komitee einen öffentlichen Wettbewerb für das Projekt aus. Die Kosten sollten 7'000 Franken nicht übersteigen, die Preissumme belief sich auf 400 Franken. Die illustre Jury bestand aus dem Zürcher Stadtbaumeister Arnold Geiser, dem damals in Hottingen wohnhaften Maler Arnold Böcklin und dem Architekten Martin Koch-Abegg. Einsendeschluss war der 1. Juni. Aus den 23 eingegangenen Entwürfen ging am 9. Juni jener des erst 23-jährigen Baslers Jakob August Heer als Sieger hervor. Den zweiten Platz belegten ex aequo Wilhelm Everding und Gustav Mossdorf. Im Juli gab das Initiativkomitee bekannt, dass inzwischen 9'823.20 Franken gesammelt werden konnten. 52 Prozent davon stammten von Vereinen und Gesellschaften, 29 Prozent aus privater Hand. Ein Benefizkonzert des Männerchors Zürich hatte 1'231.20 Franken (rund 13 Prozent der Gesamtsumme) eingebracht. Genauso wie der Regierungsrat beteiligte sich auch der Zürcher Stadtrat mit 300 Franken. Die Sammlung wurde am 31. August endgültig abgeschlossen.
Der einstweilen aufgekommenen Idee, mit dem Denkmal auch Gottfried Keller zu ehren, gab das Komitee abschlägigen Bescheid, schliesslich würden für ein separates Keller-Denkmal «nicht nur Zürich und die Schweiz, sondern namentlich auch Deutschland in hervorragender Weise sich betheiligen» und «die Huldigung wird sich zu einer grossartigen, internationalen gestalten». Tatsächlich sollte es noch bis 1963 dauern, bis der Schriftsteller ein wesentlich schlichteres Denkmal in Zürich erhielt. 
Im Juni 1891 übergab Heer dem Komitee das fertige Modell für die Büste, die sodann in München in Bronze gegossen wurde. Inzwischen stand der Platzspitz (die «Platzpromenade») als Aufstellungsort fest. Hier standen bereits Denkmäler für Salomon Gessner (um 1790) und Johannes Hadlaub (1884). 

### Einweihung

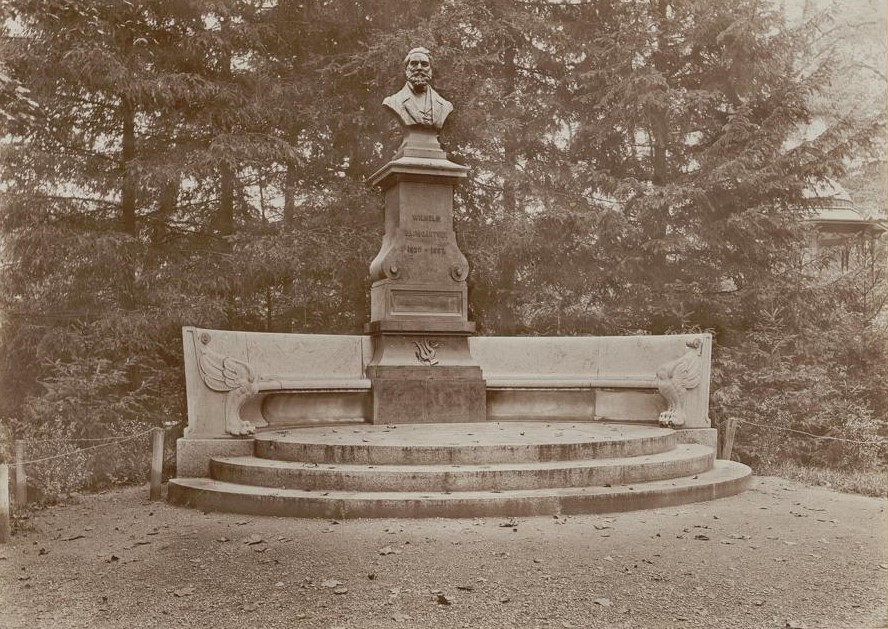
Das Denkmal kurz nach der Einweihung; Fotografie von Robert Breitinger, 1892

Die Einweihung des Denkmals fand am Sonntag, den 15. November 1891, im Beisein von Baumgartners Witwe und Tochter statt. Um 11 Uhr legte man einen Kranz auf Baumgartners neues Grab im Friedhof Sihlfeld nieder. Um 14 Uhr versammelte sich die Festgemeinde (laut einem Bericht der Neuen Zürcher Zeitung waren «etliche tausend Sänger, die den Vereinen Groß-Zürichs angehörten» zugegen) bei der Tonhalle und zog unter Gesang und mit wehenden Bannern zum Platzspitz. Dabei wurde Baumgartners Signature Song An mein Vaterland bereits ein erstes Mal intoniert. Gegen 14:30 Uhr kam der Zug beim noch verhüllten Denkmal an, wo der Männerchor Zürich unter der Leitung von Karl Attenhofer zur Eröffnung den Schweizerpsalm sang. Sodann hielt der Zürcher Regierungsrat Johann Emanuel Grob eine Rede, in der er den Lebenslauf des Komponisten nachzeichnete und mit viel Pathos das Denkmal der Stadt Zürich übereignete. Nachdem er geendigt hatte, wurde das Denkmal enthüllt. Grob deklamierte Kellers Gedicht Gedächtnis an Wilhelm Baumgartner («Haltet, Freunde, eine kurze Weile»), und der Männerchor sang Baumgartners Keller-Vertonung Ufenau («Hier unter diesem Rasengrün»). Der Zürcher Stadtpräsident Hans Konrad Pestalozzi nahm das Denkmal dankend in Empfang und äusserte in einer weiteren Rede den Wunsch, dass der Platzspitz dereinst zu einem «Mausoleum der Künstler, die zu Zürichs Grösse beigetragen haben», werde. Zum Abschluss sang der Männerchor An mein Vaterland. Die Gemeinde begab sich wieder zurück zur Tonhalle, wo auch der St. Galler Landammann und Präsident des Zentralkomitees des Schweizerischen Sängervereins Saxer zu Wort kam und der Präsident des Männerchors Zürich Bürki Gratulationstelegramme vorlas.

### Weitere Geschichte
Bald nach der Enthüllung des Denkmals sorgte ein Verbrechen in der ganzen Schweiz für Schlagzeilen: In der Nacht des 13. Mai 1894 stahlen zwei Jugendliche aus prekären Verhältnissen die bronzene Lyra vom Denkmal und versuchten, sie für 85 Franken zu verkaufen. Die beiden wurden wenige Tage nach der Untat gefasst.
Im Zuge der Denkmaldebatte von 2020, welche die «heteronormative Denkmalkultur» in Zürich mit weitgehend «weissen Männern» kritisierte, geriet auch das Baumgartner-Denkmal unter Beschuss und musste 2020 in der Berner Zeitung für folgende Replik herhalten:

«Dazu kommt, dass die früheren Denkmal-Aufsteller zu gewissen Männern ziemlich grosszügig waren. Oder weiss jemand, warum ein gewisser Wilhelm Baumgartner auf dem Platzspitz mit einem Denkmal geehrt wird? Eben. Baumgartner war Komponist. Zudem zählte er Gottfried Keller und Richard Wagner zu seinen Freunden. Wäre er eine Frau gewesen, hätte man ihn wohl als zu wenig eigenständig eingeschätzt, um sich ein Denkmal zu verdienen.»

## Beschreibung
Das Denkmal steht im Nordosten des zentralen Platzes auf dem Platzspitz mit dem Musikpavillon. Es erhob sich ursprünglich vor einer Tannengruppe, die in die Konzeption mit einbezogen wurde.  
Das eigentliche Denkmal steht auf einem ovalen Podest aus Granit, das mit drei Stufen betreten wird und an dessen Ostseite Sitzbänke eingearbeitet sind. Mittig erhebt sich das Postament, das aus poliertem Belgisch Granit geschaffen ist. Wie die zeitgenössische Fotografie von Robert Breitinger zeigt, war seine Farbe ursprünglich sehr dunkel, die Zeitungsberichte zur Enthüllung bezeichneten sie einhellig als «schwarz». Auf seiner Basis prangt als Emblem der Musik und des Ruhms eine bronzene Lyra mit einem Lorbeerzweig. Auf dem Mittelkörper mit barockisierenden Voluten steht die Inschrift aus Metalllettern: «WILHELM / BAUMGARTNER / 1820 – 1867.» Die auskragende Deckplatte trägt die von Jakob August Heer geschaffene Bronzebüste, über die der Korrespondent der Neuen Zürcher Zeitung bei der Enthüllung sagte:  

«Es ist ein liebes, offenes Angesicht mit dem Ausdruck hoher Intelligenz, in das man blickt. Herzensgüte und Humor spielen um das kluge Auge, um die weichgeschnittenen Lippen[,] und Alles, was sonst in den sympathischen Zügen liegt, ist edle Männlichkeit. ‹Mit dem war gut Freundschaft halten›, dachte ich.»